# Liste der Monuments historiques in Lenharrée
Die Liste der Monuments historiques in Lenharrée führt die Monuments historiques in der französischen Gemeinde Lenharrée auf.

## Liste der Objekte
| Bezeichnung                                 | Beschreibung            | Standort                        | Kennzeichnung | Schutzstatus | Datum | Bild |
| ------------------------------------------- | ----------------------- | ------------------------------- | ------------- | ------------ | ----- | ---- |
| Skulptur einer Heiligen                     | Stein, 18. Jahrhundert  | in der Kirche St-Étienne (Lage) | PM51002416    | Inscrit      | 1976  |      |
| Grabstein für Nicolas Félix und Anne Busson | Marmor, bezeichnet 1636 | in der Kirche St-Étienne (Lage) | PM51000510    | Classé       | 1977  |      |